# Songs from Northern Britain
Songs from Northern Britain è il sesto album in studio del gruppo musicale britannico Teenage Fanclub, pubblicato nel 1997.

## Tracce
1. Start Again – 3:11 (Norman Blake)
2. Ain't That Enough – 3:42 (Gerard Love)
3. Can't Feel My Soul – 3:21 (Raymond McGinley)
4. I Don't Want Control of You – 3:08 (Blake)
5. Planets – 2:50 (Blake, Finlay MacDonald)
6. It's a Bad World – 4:20 (McGinley)
7. Take the Long Way Round – 3:25 (Love)
8. Winter – 3:46 (Blake)
9. I Don't Care – 3:06 (McGinley)
10. Mount Everest – 5:15 (Love)
11. Your Love Is the Place Where I Come From – 3:29 (McGinley)
12. Speed of Light – 3:53 (Love)